# Короп лускатий
Короп лускатий — порода коропа, що відрізняється тілом, рівномірно вкритим великими лусками. Це найближча до дикого короп звичайного (Cyprinus carpio) порода коропів, виведена у напів-одомашненому вигляді приблизно в 16 столітті (з того часу були виведені й інші породи, такі як дзеркальний та голий коропи, що мають меншу кількість лусок).